# Дадаїзм

«Вирізьблене кухонним ножем» (1919) Ганни Гьох

Дадаї́зм (фр. dadaïsme — від dada — дитячий дерев'яний коник; перен.: незв'язний дитячий лепет) — авангардистська мистецька течія початку XX століття. Виникла у Швейцарії під час Першої світової війни та розвивалася впродовж 1914–1924 років. Для дадаїзму характерні заперечення верховенства розуму, логіки, та відмова від слідування усталеним естетичним нормам, використання колажу, готових предметів як основи для творів. Автором назви течії був румунський поет Трістан Тцара (псевдонім Семуеля Розенштока), який знайшов випадкове слово «dada» в словнику Ларруса. Засновники дадаїзму — Трістан Тцара, Ріхард Гюльзенбек, Гуго Балль, Ганс Арп та Еммі Геннінгс, дружина Гуго Баля.

## Історія розвитку

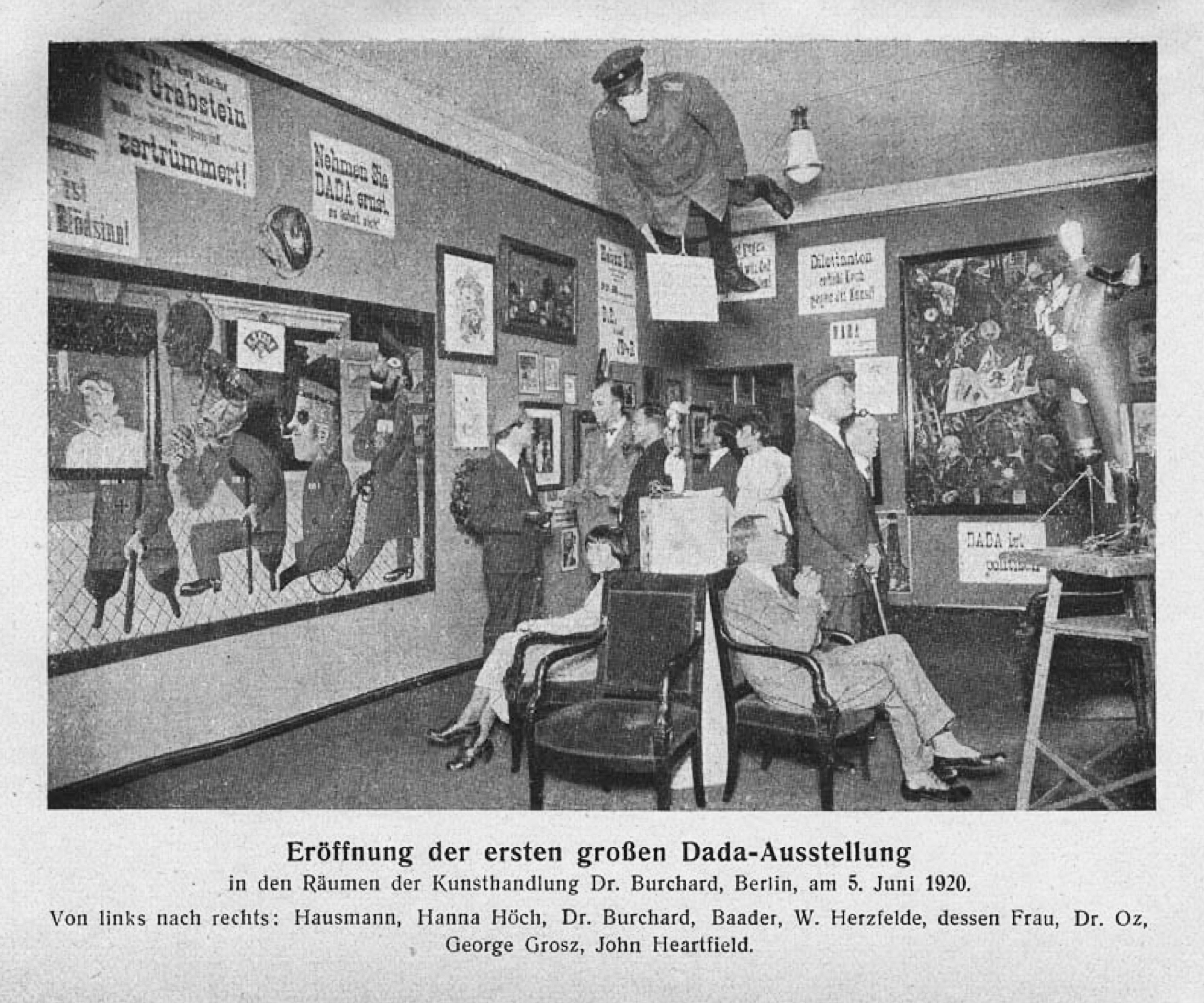
Урочисте відкриття першої виставки Дада в Берліні 5 червня 1920 року

Предтечами дадаїзму вважаються кубізм, експресіонізм та футуризм. Виникненню течії посприяли зусилля німецьких поетів Гуго Балля і Ріхарда Гюльзенбека, поета, художника і скульптора Ганса Арпа і румунського художника й письменника Марселя Янко. Балль у 1916 заснував у Цюриху «Кабаре Вольтер», де збиралися імігранти — шанувальники авангардного мистецтва різних проявів. У Нью-Йорку ж митці-імігранти з Європи зі схожими вподобаннями ще з 1914 року об'єдналися навколо журналів «Камера Йорк», «291» і «391», а також галеристів Волтера Аренсберга і Альфреда Стігліца та групи «Фото Сецессіон». Основними представниками американського дадаїзму стали Марсель Дюшан, Франсіс Пікабіа та Ман Рей.
Гуго Балль схвалював і сам писав вірші, у яких поєднуються слова і шум дзвоників, каструль тощо, звеличується ономатопея. Художня концепція Марселя Дюшана у використанні готових предметів як творів мистецтва була перейнята засновниками дадаїзму в Цюриху. Після закриття «Кабаре Вольтер» з середині 1916 року рух дадаїстів очолив письменник Трістан Тцара, котрий проголошував необхідність цілком зруйнувати колишні цінності, щоб створити нове мистецтво і нове суспільство. У 1917–1920 роках Тцара видавав інтернаціональний журнал «Дада», у якому публікувалися вірші та картини авангардних митців. У 1918 він створив «Маніфест Дада», де виклав основні положення цієї мистецької течії: бунт, гра, висміювання будь-яких устоїв, за що вважається офіційним засновником дадаїзму. Того ж року Балль покинув середовище дадаїстів і повернувся до експресіоністів.
Тцара співпрацював з письменниками Вальтером Зернером, Отто Флейком, художником Франсісом Пікабіа. У 1918 році Ріхард Гюльзенбек переїхав до Берліна і познайомив Франца Юнга і Ріхарда Ерінга з дадаїзмом. Ті відкрили журнал дадаїстів «Клуб Дада». Представниками течії стали Джон Гартфілд, Віланд Герцфельде, Франц Юнг, Рауль Хаусман, Вальтер Мерінг, Йоганнес Баадер, Джордж Гросс, які протестували проти війни висміюванням влади, епатажною поведінкою. Після закінчення Першої світової війни інтерес до дадаїзму став швидко падати. У 1919 році Тцара покинув Цюрих і переїхав до Парижа, що позначило кінець цюрихського дадаїзму. З 1919 року дадаїсти зосередилися в Кельні, а саме Макс Ернст, Йоганнес Теодор Бааргельд, Ганс Арп. У 1920 році Ернст і Бааргельд влаштували вернісаж, який проголосили вершиною і кінцем дадаїзму. Берлінський клуб дадаїстів розпався в 1921 році через суперечності між його учасниками. Деякі митці, такі як Курт Швіттерс попри схожість творчості не були прийняті до кола дадаїстів. Наступного року припинила діяльність і кельнська група. У 1923 конфлікт між Тцарою та Андре Бретоном поклав кінець французькому дадаїзму. У 1924 році Тцара видав збірку «Сім маніфестів Дада», яка стала прощання з дадаїзм.
Дадаїзм посприяв розвитку сюрреалізму й театру абсурду. У 1970-их сформувалася такі модифікації неодадаїзму як гепенінг, енвайронмент, «новий реалізм».

## Характерні риси
Дадаїзм виражав відчуття абсурду світу, розчарування у вірі у верховенство розуму й логіки, у існування загальних норм і цінностей. Дадаїсти прагнули створювати не естетично привабливі твори, а такі, що втілюють абсурд і випадковість. Дадаїзм уникає спогадів про минуле і сподівань на майбутнє. Митці цієї течії вдавалися до спонтанного поєднання випадкових об'єктів або до використання готових предметів, які лише дещо змінювалися (Ready-made). Твори дадаїзму не слідують якій-небудь попередній схемі. Так, вірші не мають рими, використовують численні авторські неологізми, часом окремі звуки замість слів. Картини і скульптури створюються методом колажу зі шматків паперу, тканини, деталей ужиткових предметів, складаються з хаотичного поєднання геометричних форм. Виставки дадаїстів часто супроводжувалися несподіваними, скандальними діями, що кидали виклик суспільним устоям.

## Основні представники дадаїзму

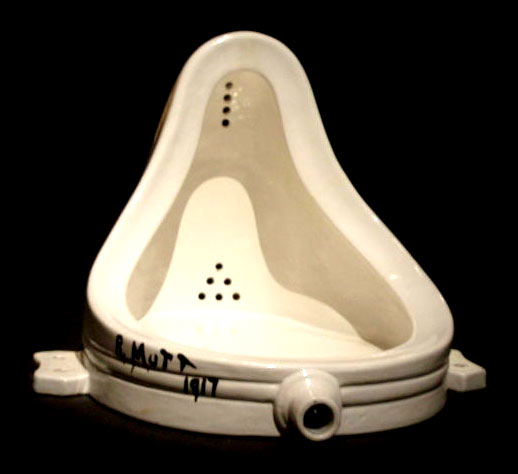
«Фонтан» (1917) Марселя Дюшана — пісуар, виставлений як твір мистецтва

- Ганс Арп (Hans Arp, 1886—1966), Німеччина, Швейцарія і Франція
- Марсель Дюшан (1887—1968), Франція
- Макс Ернст (1891—1976), Німеччина та США
- Отто Фройндліх (1878—1943), Німеччина, Франція
- Філіпп Супо (1897—1990), Франція
- Трістан Тцара (1896—1963), Румунія, Франція
- Гуго Баль (1886—1927), Німеччина, Швейцарія
- Рауль Гаусман (Raoul Hausmann, 1886—1971), Німеччина
- Курт Швіттерс (1887—1948), Німеччина
- Франсіс Пікабіа (1879—1953), Франція
- Ман Рей (Man Ray, 1890—1976), Франція, США
- Марсель Янко (1895—1984), Румунія, Ізраїль
- Поль Елюар (1895—1952)
- Татцумі Хіджіката (1928—1985), Японія
- Кацуо Оно (1906—2010).